# 2017 au Belize
Chronologie du Belize
- 2013
- 2014
- 2015
- 2016
- 2017
- 2018
- 2019
- 2020
- 2021

Cet article présente les faits marquants de l'année 2017 au Belize.

## Gouvernement
- Monarque : Élisabeth II
- Gouverneur général : Colville Young
- Premier ministre : Dean Barrow

## Statistiques
- x

## Évènements

### Non daté
- Fondation du club de football de San Pedro Pirates FC (en).
- le Criminal Code est amendé pour supprimer l'application obligatoire de la peine de mort et donner la possibilité d'une réclusion à perpétuité dans le cadre d'un meurtre[1],[2].

### Janvier
- x

### Février
- x

### Mars
- x

### Avril
- x

### Mai
- 10 mai : après un état des lieux au sanctuaire faunique du bassin Cockscomb, il a été confirmé la réussite de la réintroduction du Hurleur du Guatemala (Alouatta pigra), 62 animaux y avaient été relâchés entre 1992 et 1994[3].
- 13 mai : un incendie ravage le centre du sanctuaire de la vie sauvage de Crooked Tree[4].

### Juin
- Saison cyclonique 2017 dans l'océan Atlantique nord
- 1er juin : Denys Barrow devient le premier juge bélizien à siéger à la Cour caribéenne de justice[5].
- 9 juin : les travaux d'extension de la clinique de Ladyville sont finis. Réalisés dans le cadre des exercices Beyond the Horizon de l'armée américaine, ces travaux doublent la capacité de la clinique[6].

### Juillet
- x

### Août
- x

### Septembre
- 8 septembre : un tremblement de terre de magnitude 8.0 frappe l'état mexicain de Chiapas. Les secousses sont ressenties jusqu'au Belize[7].
- 21 septembre : Fête nationale.

### Octobre
- x

### Novembre
- 9 au 12 novembre : 12e Belize International Film Festival (en)[8].
- 17 novembre : un Cessna 208B Grand Caravan de Tropic Air à destination de l’aéroport de Punta Gorda, avec sept personnes à bord, dont le Premier ministre du Belize par intérim Patrick Faber et le ministre de l'Agriculture Godwin Hulse, amerrit en mer juste après son décollage de la piste de l’aérodrome de Placencia. Plusieurs personnes sont blessées, mais pas de morts[9].

### Décembre
- 29 décembre : promulgation de la loi sur le moratoire permanent sur les activités pétrolières dans les eaux du Belize[10].

## Sport
- Tournoi d'ouverture du championnat du Belize de football 2017
- Tournoi de clôture du championnat du Belize de football 2017

## Décès
- 16 février : Osmond P. Martin (en), évêque du diocèse de Belize City-Belmopan.
- 19 février : Leela Vernon, musicienne et icône culturelle bélizienne.